# Ungaliophiinae
Ungaliophiinae är en underfamilj av ormar med tre arter fördelade på två släkten. De räknades tidigare till familjen Tropidophiidae. Enligt en morfologisk och molekylärgenetisk studie från 2007 är de närmare släkt med boaormar.
Släkten och arter är:
- Exiliboa (Bogert, 1968) 
  - Exiliboa placata (Bogert, 1968)
- Ungaliophis (Müller, 1880)
  - Ungaliophis continentalis (Müller, 1880)
  - Ungaliophis panamensis (Schmidt, 1933)

Arterna förekommer i Amerika från Mexiko till norra Colombia. De lever i olika slags skogar. Medlemmar av släktet Ungaliophis klättrar ofta i växtligheten och Exiliboa placata vistas främst på marken. De jagar groddjur och mindre ödlor. Honor föder levande ungar (ovovivipari).
Kännetecknande för djurgruppen är att de saknar tänder i underkäken som motsvarar däggdjurens hörntänder. De hornliknande utskotten i tungbenet (cornua) är nästan parallella. Liksom hos andra boaormar finns rester av bäckenet kvar. Dessa ormar når en längd upp till 76 cm.